# Janesville (Iowa)
Janesville is een plaats (city) in de Amerikaanse staat Iowa, en valt bestuurlijk gezien onder Black Hawk County en Bremer County.

## Demografie
Bij de volkstelling in 2000 werd het aantal inwoners vastgesteld op 829. In 2006 is het aantal inwoners door het United States Census Bureau geschat op 876, een stijging van 47 (5,7%).

## Geografie
Volgens het United States Census Bureau beslaat de plaats een oppervlakte van 3,9 km², waarvan 3,8 km² land en 0,1 km² water.

## Plaatsen in de nabije omgeving
De onderstaande figuur toont nabijgelegen plaatsen in een straal van 16 km rond Janesville.